# Гауэр (полуостров)
Га́уэр(англ. Gower Peninsula [ˈɡaʊə], валл. Penrhyn Gŵyr) — полуостров в графстве Гламорган, Уэльс, Великобритания. Первая территория Великобритании, получившая статус «выдающейся природной красоты» (в 1956 году).

## География

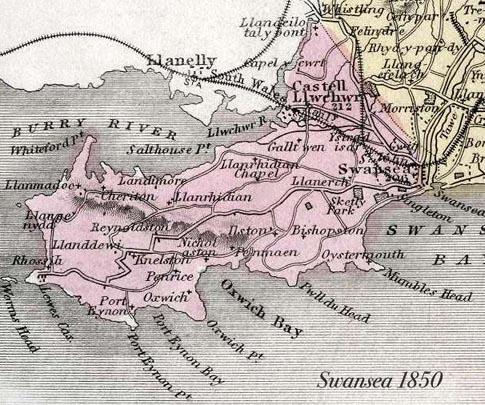
Карта полуострова (1850 год)

Размер полуострова составляет примерно 22 на 8 километров, площадь 180 км², высшая точка — 193 метра над уровнем моря. С севера ограничен эстуарием реки Лахер, с востока — заливом Суонси, с юга — Бристольским заливом. Там, на южном берегу, в большом количестве присутствуют небольшие заливы (крупнейший — Оксвич) и пляжи, четырём из которых присвоен Голубой флаг, ещё пять пляжей имеют «береговую награду» добровольной благотворительной экологической организации Сохрани Уэльс чистым. Население полуострова проживает в 21 деревне и нескольких десятках коммун.

## История

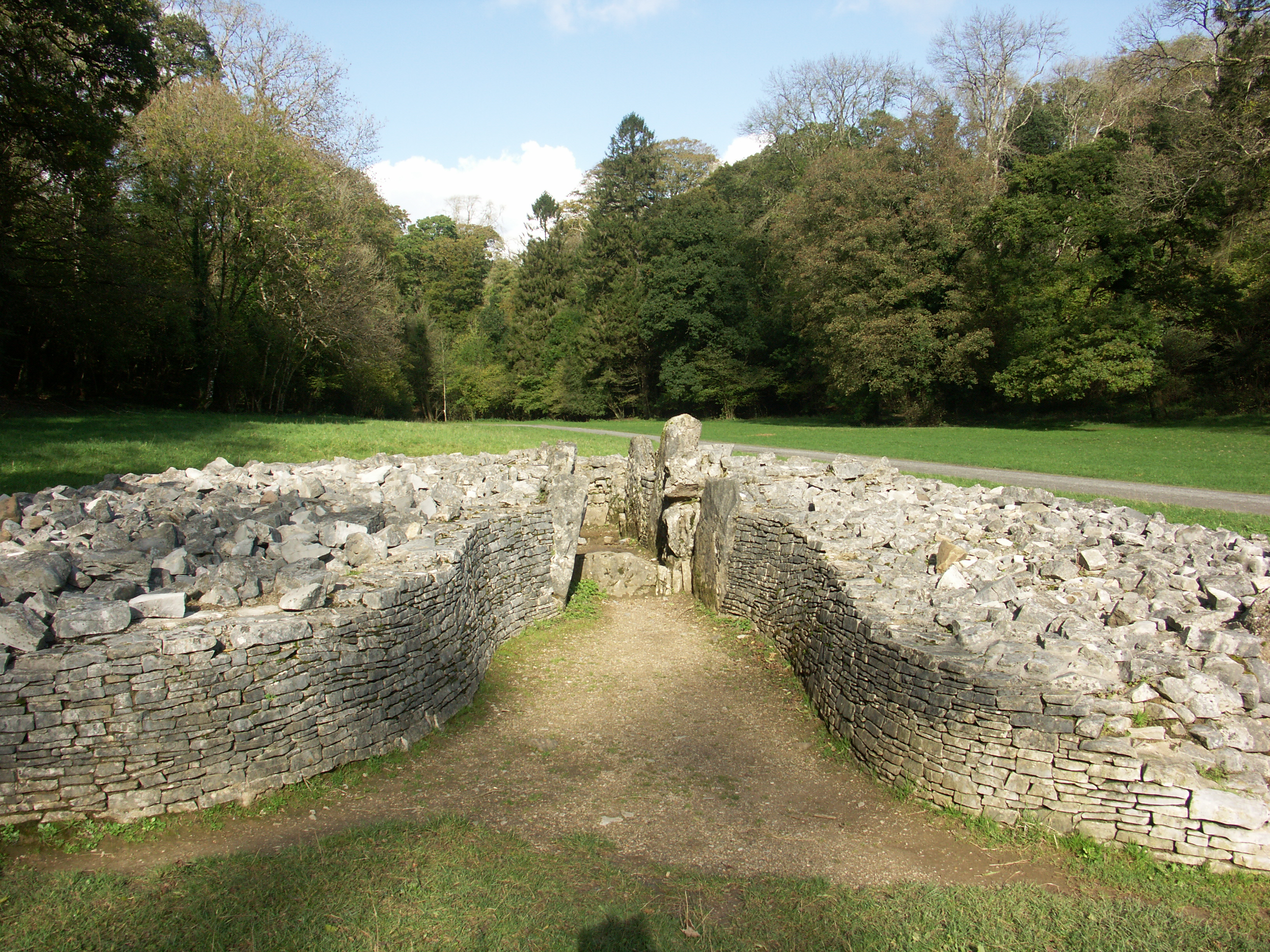
Курган Парк-Кум

На полуострове Гауэр люди жили с доисторических времён. В 1823 году археологами была обнаружена Красная дама из Пэйвиленда — скелет, оказавшийся мужским, а не женским. Его возраст датируется 26-м — 33-м тысячелетием до нашей эры. По состоянию на начало XXI века эта находка остаётся самым древним из обнаруженных церемониальных погребений в Западной Европе. На территории кургана Парк-Кум были найдены Северн-Котсуолдские гробницы. В пещерах полуострова обнаружены настенные рисунки людей, живших в 12-м тысячелетии до нашей эры. Также был исследован комплекс из девяти менгиров (один ныне упал).
После пришествия нормандцев коммот Гауэр перешёл в руки англоговорящих бриттов и его южная часть вскоре заговорила по-английски. В 1203 году король Иоанн Безземельный пожаловал Гауэр (Lordship of Gower) Уильяму де Браозу, 4-му лорду Брамбера. Его потомки Браозы владели полуостровом до 1326 года. С 1215 по 1220 год полуостровом владел принц Рис Григ, но потом он добровольно уступил свои права на него Лливелин ап Иорверту. В 1535 году полуостров официально стал частью графства Гламорган.
В 1956 году полуостров стал первым в стране, получившим статус «Территория выдающейся природной красоты». С 1974 года полуостров перешёл в подчинение городу Суонси.

## Достопримечательности

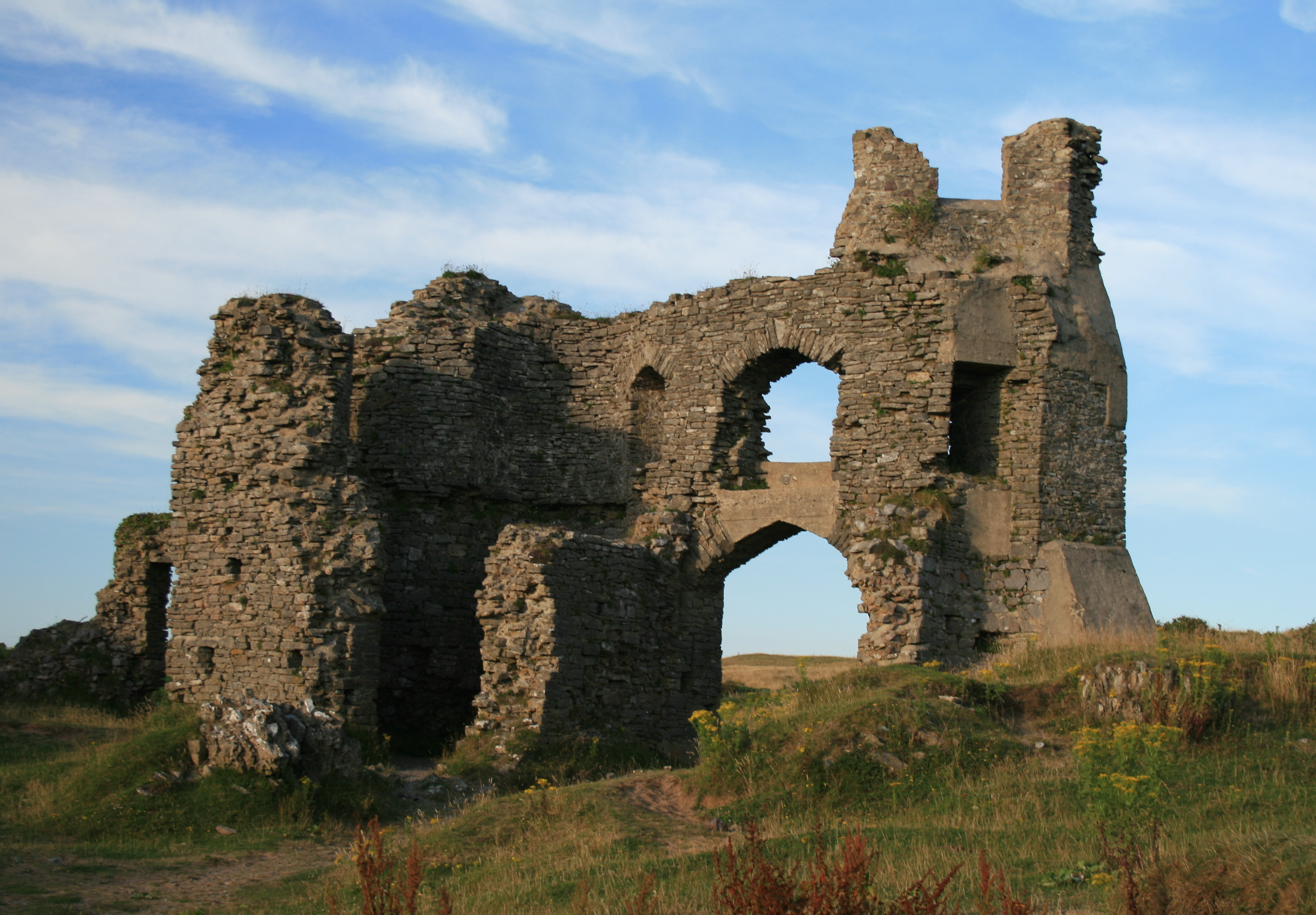
Замок Пеннард

- На полуострове находятся руины шести средневековых за́мков: Лахер[англ.], Оксвич[англ.], Ойстермаут[англ.], Пеннард, Пенрайс[англ.] и Вэбли[англ.].
- Оссуарий в пещере Ллетрид-Тут, в которой в 1961 году спелеологами были обнаружены человеческие останки возрастом несколько тысяч лет (Традиция колоколовидных кубков). Имея длину около 1,4 километра, эта пещера изобилует узкими и подтопляемыми участками, в связи с чем закрыта для посещения туристами[7].
- В декабре 2013 года сайт bbc.co.uk поместил пещеру Гоутс-Хоул на первое место в своём списке «10 необычных сакральных мест Британии»[8].

## Прочая информация
- Жители полуострова в общении используют гауэрский диалект[англ.][9].
- С 1956 года на полуострове действует Гауэрское орнитологическое общество[англ.][10].
- С 1976 года на полуострове проводится музыкальный фестиваль[11].